# Progressive Graphics File
PGF (Progressive Graphics File) – format kompresji statycznych obrazów rastrowych opiera się na wykorzystaniu dyskretnej transformaty falkowej DWT. Format PGF posiada funkcję kompresji zarówno stratnej, jak i bezstratnej.